# Montluçon Football
Maillots
Le Montluçon Football est un club de football basé à Montluçon dans l'Allier, en région Auvergne-Rhône-Alpes. 
Connu jusqu'à 2011 sous le nom de l'Étoile des Sports Montluçonnais Football, de l'EDS Montluçon ou de l'EDSM, il est un ancien club français de football fondé en 1934. Il est mis en liquidation judiciaire en mars 2011.
La mairie de Montluçon sollicite alors le président des Ilets Sports Montluçon Football qui évolue alors en Promotion d'Honneur (D8) afin de procéder à un élargissement des statuts du club pour ne faire qu'un avec le défunt club de l'EDSM. À la suite de plusieurs réunions, le club deviendra Ilets Étoile Football Montluçon à partir de la saison 2011/2012, avant d'être renommé Montluçon Football en 2014.

## Historique

### Années 1970 à 1990: l'heure de gloire du club
- 1970 : accession en 2e division jusqu'en 1976. Durant cette période faste, trois nouveaux joueurs font l'objet d'une sélection dans l'équipe nationale amateur. Il s'agit de Francisco Rubio (dit Paco Rubio qui retrouvera un peu plus tard Michel Platini à Nancy), de Louis Romier et de Dominique Trénoras.
- 1978 : l'EDSM remonte en seconde division en 1978 jusqu'en 1982 mais la crise frappe l'usine Dunlop (dépôt de bilan en 1983). Les ressources principales de l'EDSM étaient constituées des apports de la société Dunlop ainsi que du Comité d'établissement. L'EDSM subit les contrecoups de cette crise et connaît des heures difficiles sur le plan financier.
- entre 1982 et 1983 : descentes successives en 3e division puis en 4e division, suivies de l'arrivée de deux ex-joueurs professionnels en provenance de Mulhouse, Jean-Paul Pfertzel (comme entraîneur) et Ivan Ibanez.
- 1985 : retour en 3e division, après deux saisons où le jeu est redevenu le mode d'expression de collectifs bien organisés et pratiquant un jeu correct, marque de l'EDS Montluçon. Alain Fernandez, le plus ancien joueur dans ce groupe de l'EDSM, devient adjoint à la préparation physique des joueurs.
- 1985-1993 : participation au championnat de France de Division 3.

### Années 1990 à 2011: fin de l'EDS Montluçon
- 1994-1997 : l'EDSM est basculé dans le nouveau championnat de National 2.
- 1997 : descente en CFA 2.
- 1997-2005 : le long bail en CFA 2 et le retour au CFA.
- 2005-2010 : l'EDSM évolue en CFA.
- 2010 : l'EDSM est relégué administrativement en CFA 2.
- 2011 : l'EDSM est mis en liquidation judiciaire et disparaît après plus de 70 ans d'existence[1], dans un cadre de malversations financières impliquant à la fois le club, une société montluçonnaise, et curieusement, pas les édiles périphériques. La mairie de Montluçon sollicite alors le président des Ilets Sports Montluçon Football qui évolue alors en Promotion d'Honneur (D8) afin de procéder à un élargissement des statuts du club pour ne faire qu'un avec le défunt club de l'EDSM. À la suite de plusieurs réunions entre les forces vives de chaque club, le nouveau bureau se dessine pour la saison future. Après la dernière assemblée générale des ISM Foot, le club deviendra Ilets Étoile Football Montluçon à partir de la saison 2011/2012.

### Années 2010 à aujourd'hui: remontée puis stagnation
- 2011 : le club renaît sous le nom de Ilets Étoile Football Montluçon[2].
- 2011-2012 : le club joue en Promotion d'Honneur Régionale.
- 2012-2013 : champion de la Promotion d'Honneur Régionale.
- 2013-2014 : le club obtient la montée et est champion de Division d'Honneur Régionale[3].
- 2014 : changement de nom d'Îlets Étoile Football Montluçon en Montluçon Football[3].
- 2014-2017 : après deux montées en trois ans, le Montluçon Football joue en DH (6e division de football).
- 2017 : montée en National 3 (ex CFA 2)[4].
- 2023 : Montluçon est relégué en Régional 1[5].

## Palmarès et résultats

### Palmarès
| Compétitions nationales | Compétions régionales                                             |
| - Championat de France de Division 3 (D3) - Vainqueur de groupe : 1978 - Championnat de France amateurs (1935-1971) - Vainqueur de groupe : 1968 - Coupe de France - Meilleure performance : 8e de finale en 1972 et 1973 | - Division d'Honneur Auvergne (3) - Champion : 1947, 1950 et 1959 |

## Identité et stades

### Couleurs et maillots
Le maillot domicile est jaune, le short bleu et les bas jaune aux couleurs du blason.

### Stades
Le Montluçon Football joue ses rencontres à domicile au stade Dunlop à Montluçon. Il peut accueillir 3 200 spectateurs et contient 1 200 places assises. Le record d'affluence est de 12 300 spectateurs, lors du 16e de finale de la Coupe de France contre l'Olympique de Marseille en 1975.

### Logos

Évolution du logo
Logo de l'EDS Montluçon jusqu'en 2011
Logo de Montluçon depuis 2014

Le blason actuel du Montluçon Football représente le château des ducs de Bourbon, situé à Montluçon.

### Rivalités
Les derbys du club sont contre l'AS Moulins Football et le Moulins Yzeure Foot 03. 

## Personnalités du club

### Entraîneurs
- 1962-1966 :  Paul Jurilli
- 1966-au cours de saison 1966-1967 :  Cluchagne
- au cours de saison 1966-1967-janv. 1973 :  Pierre Bodin
- janv. 1973-1974 :  Georges Jadzyk
- 1974-1983 :  René Gardien
- 1983-1991 :  Jean-Paul Pfertzel
- 1994-1995 :  Bernard Blaquart
- 1995-1996 :  Ratko Dostanić
- 1996-mai 1997 :  Pascal Carrot
- mai 1997-juin 1997 :  Raymond Goutorbe
- 1997-1998 :  Yves Calvin
- 1998-2000 :  Fadil Vokrri
- 2000-2001 :  Jocelyn Waty
- 2001-2011 :  Nicolas Le Bellec
- 2011-2016 :   Cédric Vernier
- 2016- déc. 2017 :  Denis Berthelier
- déc. 2017-2018 :  Mathieu Mendes[7]
- juin 2018-juin 2021 :  Mickaël Bessaque
- 2021-2022 :  Fabien Croze
- 2022-2023 :  Nicolas Laspalles
- depuis 2023 :  Clément Magnin